# USS William C. Lawe (DE-373)
USS William C. Lawe (DE-373) – amerykański niszczyciel eskortowy typu John C. Butler. Nigdy nie ukończony.
Jego patronem był Aviation Metalsmith Third Class William Clare Lawe (1910-1942) odznaczony Zaszczytnyem Krzyżem Lotniczym.
Okręt został przydzielony do budowy stoczni Consolidated Steel Corporation w Orange w czasie II wojny światowej. Kontrakt na budowę został anulowany 6 czerwca 1944.
Nazwa „William C. Lawe” została następnie przydzielona niszczycielowi USS „William C. Lawe” (DD-763).